# ابن متلیس
اِبِن متلیس (به انگلیسی: Eben Matlis) (زاده ۱۹۲۳) ریاضیدان اهل آمریکا بود. او بیشتر به دلیل کارهایش در زمینه نظریه حلقه ها و مدولها و جبر جابجایی و به ویژه معرفی دوگانی متلیس در ریاضیات نامدار است. وی در دانشگاه شیکاگو با سرپرستی ایروینگ کاپلانسکی دوره دکترا را به پایان برد و هم‌اکنون استاد بازنشسته دانشگاه نورت وسترن است.